# Lexington (Nowy Jork)
Lexington – miasto w Stanach Zjednoczonych, w stanie Nowy Jork, w hrabstwie Greene.
Na miejscowym cmentarzu został pochowany Jurij Szeparowycz, ukraiński działacz społeczny, naczelny dyrektor powiatowego sojuzu (związku) kooperatyw w Buczaczu.